# Monty Ioane
Montanna Wilson Ioane (* 30. října 1994, Melbourne) je ragbista hrající na křídle za francouzský klub Lyon a za italskou reprezentaci. V roce 2019 a 2020 byl jako hráč Bennetonu vybrán do nejlepší sestavy roku PRO12. V roce 2015 vyhrál francouzskou ligu s klubem Stade Francais a v roce 2021 s týmem Benneton Pro 14 Rainbow Cup. 
Za Itálii začal hrát od roku 2020 po tříletém pobytu v zemi. Zúčastnil se MS 2023. 
Rád hraje na kytaru a je vášnivý čtenář. Vyznává islám. Narodil se v Austrálii samojskému otci a matce z Fidži.